# Digi Communications
Digi Communications, ook bekend als RCS & RDS of kortweg DIGI, is een Roemeense telecommunicatieholding die actief is in Roemenië, Hongarije, Spanje en Italië. Sinds 11 december 2024 biedt Digi, samen met IT-bedrijf Cegeka, ook mobieletelefoondiensten aan in België.
Digi werd opgericht door Zoltán Teszári, de meerderheidsaandeelhouder, en is sinds 16 mei 2017 genoteerd aan de effectenbeurs van Boekarest.
In 2019 had Digi een marktaandeel van 51% in Roemenië. De overgrote meerderheid van zijn abonnees is aangesloten via glasvezel, een proces dat in 2006 werd gestart. Dit heeft in belangrijke mate bijgedragen aan de status van Roemenië als land met een van de hoogste vaste breedbandinternetsnelheden ter wereld.

## Bedrijfsstructuur
RCS & RDS SA is het Roemeense bedrijf opgericht in 1994 door Zoltán Teszári. Het hoofdkantoor bevindt zich in Nederland toen Cable Communications NV in 2000 werd opgericht. Het werd omgedoopt tot Digi Communications NV in 2017 toen het werd opgenomen op de beurs.

## Diensten

### Breedband internet
Digi implementeerde in 2006 FTTB -technologie op bijna het gehele netwerk in Roemenië en Hongarije. Daarna volgde in 2008 de implementatie van GPON, ook voor de woningen. In 2013 begonnen met het vervangen van FFTB door FTTH . In 2018 is Digi begonnen met het aanbieden van internetdiensten via FTTH in Spanje. In België biedt het sinds eind 2024 (zeer lokaal) fiber aan in Schaarbeek.

### Mobiele telefonie
Het bedrijf lanceerde in december 2007 in Roemenië Digi Mobil, dat op dat moment alleen mobiele telefonie aanbood tot 3G . In 2014 werd de mobiele telefoondienst opnieuw gelanceerd, gevolgd door de lancering van de 4G -dienst op band 38 in 2015 en op band 1 in 2018.
Na het winnen van een mobiele operatorlicentie in 2014 en talrijke vertragingen, lanceerde het bedrijf in 2019 mobiele diensten in Hongarije.
In Spanje werden, vanwege het aantal Roemenen, in 2008 MVNO voor mobiele telefonie gelanceerd via Movistar. Digi werd de tweede MVNO-operator qua aantal klanten.
Naar het model in Spanje werd in 2010 Digi Mobil gelanceerd als MVNO in Italië via TIM, maar het was niet zo succesvol ondanks het feit dat er in Italië een groter aantal Roemenen is. Vodafone Italia begon met het aanbieden van gratis bellen met Vodafone Roemenië en vaste netwerken vóór de lancering van Digi Mobil.
In 2022 raakte bekend de Digi Communications bij de veiling van mobiele licentie de vierde mobieletelefoonoperator kan worden in België. Op 11 december 2024 begonnen de operaties. Het leidde tot een golf van prijsverlagingen in de sector en een koersdaling van marktleider Proximus.

### Kabeltelevisie
Het bedrijf biedt alle zenders in één pakket aan, behalve premiumzenders.

### Energieleverancier
In april 2015 lanceerde Digi de energievoorzieningsdienst. Het bedrijf had in 2017 de meeste abonnees op de competitieve markt van de bedrijven die niet over de distributie-infrastructuur beschikken. In 2019 verhoogde het de tarieven met 30% vanwege een belasting die door de overheid werd toegevoegd en vervolgens met 20%. Het bedrijf kondigde aan de leveringsdienst geleidelijk stop te zetten vanwege de ongebruikelijke volatiliteit van de elektriciteitsprijs.